# 我想当爷们
《我想当爷们》是一款免費电子遊戲，由Mike "Kayin" O'Reilly於2007年10月首次發佈，但直到2008年6月還一直處於開發中。這是一款冒險类平臺遊戲，被設計成8位機遊戲風格，以其高難度的平臺要素和關卡設計而聞名。這款遊戲采用Multimedia Fusion 2制作。

## 劇情
与許多该游戏模仿的傳統遊戲一樣，遊戲情節很簡單但不影響遊戲的進行。玩家操縱角色“男孩”（The Kid），為了想成為“那個男人”（The Guy）而走上了冒險之路。全部劇情在開場時以字幕的形式呈現給玩家，並模仿了早期FC遊戲的糟糕的日語翻譯和蹩腳的英語。

## 游戏玩法
玩家操縱角色“男孩”（英語：Kid），只能控制其左右移動、跳躍和射擊。该游戏由數個關卡組成，每個關卡分為數個版面，這些版面模仿了很多FC遊戲，如俄羅斯方塊、超魔界村、塞爾達傳說、洛克人和銀河戰士。在每個關卡的終點，必須擊敗巨型頭目才能繼續進行遊戲。最初的7個頭目（迈克·泰森；Mecha Birdo；Dracula；Kraidgief （對角色色塊錯位錯誤的模仿）；母脑；在Koopa Klown Kar里的Bowser、Wart和Dr. Wily以及來自洛克人2的Devil Dragon）都來自經典遊戲，尤其是平臺遊戲，但他們的行為和外表已被修改並適用於IWBTG 。最終頭目是孩子的父親。遊戲模仿了許多8位機時代的電子遊戲，如對任天堂遊戲馬里奧畫板（Mario Paint）的資料和音效的頻繁使用。
本游戏以高难度的关卡设计而闻名。游戏中大多数的物品都是经过巧妙的设定以致于能够杀死主角。除了传统意义上容易辨识的机关（比如尖刺和悬崖），还有些不易察觉的机关，如果不事先了解，或多次试错，是不可能一次通过的（比如俄罗斯方块的砖头或者“美味水果”，它们除了正常的下落，还能往上和往左右方向飞)。男孩只要被击中一下就立即死亡，在画面中表示为一摊爆开的血液，同时游戏结束。不过，每次游戏结束后，玩家都允许无限次地重试。 开始界面有三个不同的过关路线，但所有三种路线最终都会将玩家回到最初的界面。要通关游戏，玩家必须将所有三个路线打通。
游戏有四种不同的难度：“普通”（Medium）、“困难”（Hard），“非常难”（Very Hard）和“不可能通过”（Impossible）。 不同难度的主要区别在于纵贯游戏的存档点多少，从62，41，22，直到“不可能通过”的无存档点。当玩家在“普通”难度游玩时，男孩的头上有一个粉色的发箍，另外该难度下多出的存档点都标注为“软蛋”（WUSS），而其他难度则是普通的“存档”（SAVE）。

## 外部連結
- 官方网站（英文）
- 開發者的主頁 （页面存档备份，存于）（英文）
- 官方論壇 （页面存档备份，存于）（英文）